# Jean-Nicolas Billot
Jean-Nicolas Billot (Lyon, 3 augustus 1978) is een golfprofessional uit Lyon, Frankrijk.
In 1991 verhuisden zijn ouders naar Villette-sur-Ain en kochten een huis vlak bij de Golf de la Sorelle. Daar begon hij op 13-jarige leeftijd met golf. Hij haalde zijn eindexamen in 1996 en besloot met golf zijn brood te gaan verdienen. Hij haalde de halve finale van het nationale matchplay kampioenschap, maar verloor op de 20ste hole.
Eind 1999 werd hij professional en volgde een stage op de Golf de la Sorelle. In 2004 won hij twee toernooien en 2006 won hij drie toernooien waarna hij op de 2de plaats eindigde van de rangorde van de Alps Tour. Hierna mocht hij in 2007 op de Europese Challenge Tour spelen en werd hij driemaal uitgenodigd voor een toernooi op de Europese PGA Tour.
In 2010 speelde hij in de eerste editie van de Vivendi Cup samen met Manuel De Los Santos, een speler uit de Dominicaanse Republiek die slechts één been heeft en handicap 3 speelt. De Los Santos zou baseball speler maar verloor in 2003 een been in een auro ongeluk.
Billot is in december 2006 met Stéphanie getrouwd. Ze wonen in Lyon met hun dochter Alice. Hij is verbonden aan de Salvagny Golf Club.

## Gewonnen
Alps Tour
- 2006: Open de Bordeaux  (-5), Open la Margherita, Open le Fronde